# Operophtera fasciata
Operophtera fasciata là một loài bướm đêm trong họ Geometridae.